# Jordanita fazekasi
A Jordanita fazekasi a csüngőlepkefélék (Zygaenidae) családjába tartozó Jordanita nem egyik nem régen leírt rovarfaja. Magyarországon endemikus faj, de hasonló formákat a Balkánon is találtak. Elterjedése a Mecsek és a Villányi-hegység délies, triász mészkőpadjain kialakult karsztbokorerdőibe és az illír sziklafüves lejtősztyeppek területeire esik.

## Jellemzése
Az elülső szárnyak hossza a hím példányokban 12,5–13,1 mm, a nősténynél nem ismert. A habitus nagyon hasonló a Jordanita globulariae fajhoz, de az elülső szárny alapszíne halványabb zöld, kékes fény nélkül, a külső szegély íve domborúbb, a hátulsó szárny inkább barnásszürke. Egzaktul a genitáliák vizsgálata alapján különíthetők el. A hím genitáliában a tegumen mediálisan kiszélesedik, a pulvinus fejlett, a sacculus nyúlványa erőteljes, a saccus inkább téglalap alakú. Az egyik leglényegesebb jellegzetessége az aedeagusban levő apró cornutus, ami átmenetet mutat az ibériai J. vartianae faj felé, s alapvetően elkülöníti a J. globulariae fajtól.

## Életmódja
Repülési idő; a holo- és paratípus július elejéről került elő. A preimaginális stádium és a tápnövény ismeretlen.

## Védelem
A Harkány feletti Tenkes-hegyen az élőhelyen kiterjedt mészkőbányászat indult, a habitat megsemmisülés előtt áll. Fennmaradását a pécsi Tubes hegyen a turizmus, s a tervezett építkezések veszélyeztetik.